# Белая студия (литературная группа)

«Литературно-критический альманах» (Киев, 1918)

Белая студия (укр. Біла студія) — литературная группа украинских символистов. Создана в 1918 году в Киеве.
Объединяла украинских писателей и поэтов, среди которых Д. Загул, братья Павел и Яков Савченко, М. Семенко, О. Слисаренко, П. Тычина и деятелей культуры (Л. Курбас) и другие.
Членов группы объединяли принципы эзотерических и мистических мотивов с идеей украинского национального возрождения, осуществляли поиски философской концептуальности на основе «философии жизни».
Благодаря «Белой студии» осуществлялось издание «Литературно-критического альманаха» (Киев, 1918) и журнала «Музагет».